# 뤼크 라위크스

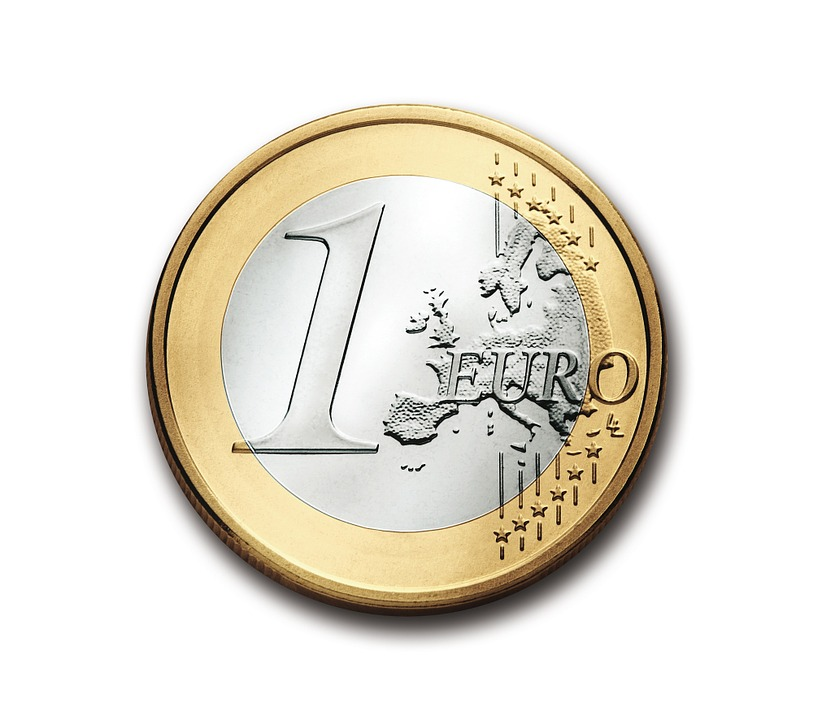

뤼크 라위크스(네덜란드어: Luc Luycx, 1958년 4월 11일 알스트 ~ )는 벨기에의 디자이너이다. 덴데르몬더에서 컴퓨터 공학자, 메달 디자이너로 활동 중이다. 벨기에 왕립 조폐국에서 15년 동안 근무한 경력을 갖고 있다.
1996년에는 유로 주화의 공통적인 뒷면 디자인을 제작했다. 모든 유로 주화에 새겨진 2개의 L(LL) 표시는 그의 서명임을 의미한다.

## 같이 보기
- 유로
- 로베르트 칼리나